# Santi Pietro e Paolo (församling)
Santi Pietro e Paolo är en församling i Roms stift.
Till församlingen Santi Pietro e Paolo hör följande kyrkobyggnader och kapell:
- Santi Pietro e Paolo
- Santa Maria del Terzo Millennio alle Tre Fontane
- Santa Maria Immacolata
- Cappella Immacolata
- Madonna della Consolazione